# 埃贡·巴尔
埃貢·巴爾（德語：Egon Bahr，1922年3月28日—2015年8月20日）西德政治人物，在維利·勃蘭特任總理期間，與其他人共同創立了口号为“以接近求变化”的東方政策，目標是西德及東方集團國家之間關係正常化，特別是蘇聯和東德。